# Younès Moudrik
Younès Moudrik (ur. 1 października 1977 w Rabacie) – marokański lekkoatleta, skoczek w dal, na początku kariery uprawiał również z powodzeniem skok wzwyż, w ostatnich latach swoich występów specjalizował się w trójskoku.

## Osiągnięcia
- 2 medale mistrzostw Afryki juniorów (Algier 1994; skok wzwyż – złoto & skok w dal – brąz)
- 3 medale mistrzostw Afryki:
  - Algier 2000 – złoto w skoku w dal
  - Tunis 2002 – złoto w skoku w dal
  - Bambous 2006 – brąz w trójskoku
- 8. miejsce na mistrzostwach świata (skok w dal, Sewilla 1999)
- srebrny medal igrzysk śródziemnomorskich (skok w dal, Tunis 2001)
- 1. miejsce podczas Finału Grand Prix IAAF (skok w dal, Melbourne 2001)
- 5. miejsce w pucharze świata (skok w dal, Madryt 2002) – męska reprezentacja Afryki wygrała te zawody
- wielokrotny mistrz i rekordzista kraju

W 2000 reprezentował Maroko na igrzyskach olimpijskich w Sydney. 17. miejsce w eliminacjach skoku w dal nie dało mu awansu do finału.

## Rekordy życiowe
- skok w dal – 8,34 (2000)
- skok w dal (hala) – 8,02 (2001 i 2002) rekord Maroka
- trójskok – 16,80 (2005)